# Comisión de Reformas Sociales
La Comisión de Reformas Sociales fue un órgano gubernamental de finales del siglo XIX y principios del siglo XX en España, que sirvió para estudiar las condiciones de vida y trabajo de la clase obrera y proponer reformas de carácter legislativo para mejorarlas. Funcionó entre 1883 y 1903, año en que fue sustituida por el Instituto de Reformas Sociales. La Comisión de Reformas Sociales fue la primera iniciativa oficial para abordar la «cuestión social» en España y fue obra del ministro de Gobernación Segismundo Moret del efímero gobierno liberal presidido por José Posada Herrera.

## Antecedentes
A lo largo del siglo XIX fue cada vez más evidente la incapacidad del sistema socioeconómico liberal para mejorar las condiciones de vida de las clases trabajadoras. Fue así como se fue abriendo paso la idea de la necesidad de la intervención del Estado para solucionar la que empezó a llamarse «cuestión social» poniéndose en cuestión el principio del liberalismo clásico de que el individuo era el único responsable de su propia condición moral y material. A ello también contribuyeron las críticas del movimiento obrero, la difusión del socialismo y el desarrollo del positivismo y de las ciencias sociales. En la segunda mitad del siglo XIX ya existía una conciencia generalizada de que la pobreza de las clases trabajadoras se debía a las condiciones ambientales, sociales y económicas que sólo la intervención del Estado podría corregir. El pionero fue el Imperio Alemán con la política social aplicada por el canciller Otto von Bismarck, a la que siguieron Reino Unido con el New liberalism y la Tercera República Francesa, donde triunfó el «sochupaloarismo» propugnado por Léon Bourgeois. La Iglesia Católica también se sumó a la nueva corriente antiindividualista con la publicación en 1891 de la encíclica Rerum Novarum por el papa León XIII, «lo que contribuyó a facilitar el giro intervencionista entre las clases conservadoras» y que dio nacimiento al catolicismo social.
Los gobiernos de la Restauración, tanto conservadores como liberales, se preocuparon por la situación de las clases trabajadoras, aunque las primeras medidas efectivas no se tomaron hasta 1900 —sobre accidentes de trabajo y sobre el trabajo de mujeres y niños— y algo más tarde con la creación del Instituto Nacional de Previsión —un embrión de seguridad social—. La preocupación de los gobiernos respondió al intenso debate que se produjo en la sociedad desde mediados de los años setenta sobre la naturaleza de la llamada «cuestión social» y sobre la forma de resolverla, en el que destacaron los miembros de la Institución Libre de Enseñanza, con Gumersindo de Azcárate a la cabeza, quien en 1881 publicó Resumen de un debate sobre la cuestión social.

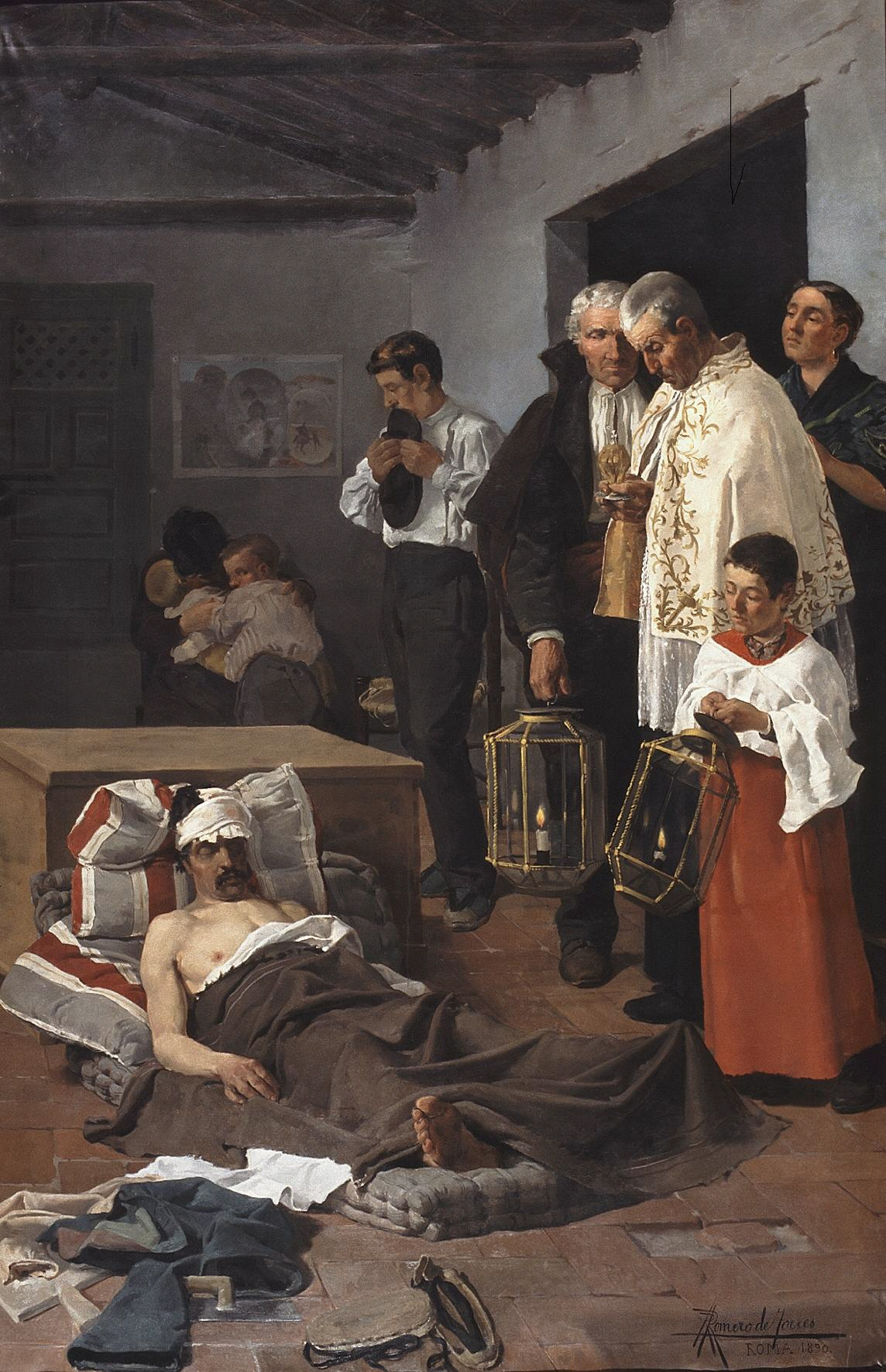
El albañil herido o Los últimos sacramentos (1890), de Rafael Romero de Torres. En este cuadro se observa la forma de abordar la cuestión social por parte de los sectores ideológicos opuestos a la intervención del Estado y que fue denunciada, entre otros muchos, por el presidente del gobierno Cánovas del Castillo.

Sin embargo, la necesidad de la intervención del Estado para solucionar la «cuestión social» encontró fuertes resistencias, lo que explicaría el retraso español en aprobar las primeras leyes sociales. Cuando en 1890 el nuevo gobierno presidido por el conservador Antonio Cánovas del Castillo anunció que iba dar preferencia a las cuestiones económicas y sociales «desarrollando un régimen de eficaz protección a todos los ramos del trabajo», con una especial atención a «cuanto atañe a los intereses de la clase trabajadora», algunos diputados mostraron su disconformidad, incluso dentro de las filas del propio partido conservador. Por ejemplo, Alberto Bosch y Fustegueras, de la facción conservadora de Francisco Romero Robledo, se manifestó en contra de la limitación de las horas de trabajo de mujeres y de niños con el siguiente argumento:

Limitar el trabajo es la más odiosa y la más extraña de las tiranías; limitar el trabajo del niño es entorpecer la educación tecnológica y el aprendizaje; limitar el trabajo de las mujeres… es hasta impedir que la madre realice el más hermoso de los sacrificios… el sacrificio indispensable en algunas ocasiones para mantener el hogar de la familia.

Cuando a fines de 1890 el presidente Cánovas del Castillo habló en el Ateneo de Madrid de la necesidad de la intervención del Estado para resolver la cuestión social alegando la insuficiencia de las actitudes morales —la caridad del rico y la resignación del pobre—, el pensador católico tradicionalista Juan Manuel Ortí y Lara le acusó de «caer en la sima del socialismo, violando los principios de la justicia, que consagran el derecho de la propiedad», alabando a continuación «el oficio de la mendiguez, [que] no repugna a la religión; al contrario, la religión la ha sancionado… y la ennoblece. […] El espectáculo de la mendiguez… [fomenta] el espíritu cristiano».

## Historia
Aunque el nombre de Comisión de Reformas Sociales no fue oficial hasta 1890 —año en que fue reestructurada—, la denominación que le dio el Real Decreto de creación de 5 de diciembre de 1883, aprobado por iniciativa del ministro de Gobernación Segismundo Moret del gobierno liberal presidido por José Posada Herrera, expresaba claramente cuál era su finalidad: Comisión para el estudio de las cuestiones que interesan a la mejora o bienestar de las clases obreras, tanto agrícolas como industriales, y que afectan a las relaciones entre el capital y el trabajo. Así, la Comisión «venía a reflejar una nueva conciencia de los problemas sociales y era exponente, en España, de un fenómeno de carácter europeo: la intervención activa del Estado en estas materias. A finales del siglo XIX parecía evidente que la libertad, la casi total ausencia de regulación en lo relativo al trabajo, no había creado el mejor de los mundos posibles».
El primer presidente de la Comisión fue el líder conservador Antonio Cánovas del Castillo para subrayar el carácter suprapartidista del organismo, en el que estaban integrados tanto los dos partidos dinásticos, liberal y conservador, como los republicanos. Por esa misma razón cuando al poco tiempo de su creación Cánovas pasó a presidir el gobierno, éste nombró al liberal Segismundo Moret, su fundador, como nuevo presidente.
Se crearon comisiones en todas las provincias, excepto en Madrid, sede de la Comisión central, y en aquellas localidades donde la «cuestión social» era más acuciante. En principio las comisiones estaban formadas de forma paritaria por representantes de los obreros y de los patronos, pero después fueron predominando personas procedentes de los ámbitos jurídico, educativo y de la Administración. Una de las primeras iniciativas que tomó la Comisión fue elaborar un amplio informe sobre la situación de las clases trabajadoras en España, a partir de las respuestas formuladas a un detallado cuestionario, ya que la Comisión «nació con el propósito de recabar datos, información, opiniones y todo aquello que contribuyera a ilustrar el problema social, en el objetivo de propiciar medidas tendentes a su solución definitiva». Una de las respuestas más destacadas fue la que envió el doctor Jaime Vera, miembro de la ejecutiva del Partido Socialista Obrero Español, y que fue publicada, siendo conocida como el Informe Vera.
El principio en el que se asentaba la labor de la Comisión era el de la colaboración de clases, según el cual los conflictos debían resolverse mediante la negociación y el reconocimiento de los derechos de patronos y obreros. «La idea de la conciliación de intereses, de la armonía entre capital y trabajo, así como la sustitución del contrato individual de trabajo por el contrato colectivo de trabajo, constituyen el eje de pensamiento social que nutrió su desarrollo». «El propio Decreto enunciaba de modo expreso sus prioridades: el fomento de los jurados mixtos encargados de favorecer la relación entre obreros y patronos, la instauración de cajas de retiros y socorros para enfermos, la regulación del trabajo de mujeres y niños, medidas de higiene y salubridad en los talleres, creación de instituciones de crédito agrícola, reforma de las leyes desamortizadoras y, finalmente, la adopción de disposiciones destinadas a favorecer las sociedades de socorros mutuos y las cooperativas, así como el estímulo de la construcción de viviendas obreras».
Las organizaciones obreras se opusieron a la Comisión por considerar que sólo representaba los intereses de la burguesía en un momento en que el Estado no reconocía los derechos de los trabajadores. El socialista Antonio García Quejido, que sería en 1888 el primer presidente de la Unión General de Trabajadores dijo: «Nosotros consideramos totalmente ilusoria la labor de esta Comisión». Los anarquistas, por su parte, también la rechazaron por provenir del Estado, el «opresor de la libertad natural del ser humano y conservador de las desigualdades sociales». Sin embargo, sí participaron en la Comisión los sectores del obrerismo ligados al republicanismo, que compartía plenamente el reformismo social propugnado por aquella.

### Miembros iniciales
Su composición inicial incluía a Antonio Cánovas del Castillo como presidente, y otras trece personas:
- Gabriel Rodríguez Benedicto
- Gumersindo de Azcárate
- Urbano González Serrano
- José Cristóbal Sorní
- el Marqués de Monistrol
- el duque de Almodóvar del Río
- Fernando Puig
- Andrés Mellado
- Carlos María Perier
- Mariano Carreras
- Federico Rubio y Galí
- Daniel Balaciart y
- Juan Martos